# Frédérique Petrides
Frédérique Petrides (Anvers, 26 de setembre de 1903 – Nova York, 12 de gener de 1983) fou una violinista i directora d'orquestra belga. L'any 1933, va fundar i dirigir l'Orchestrette Classique a Nova York, formada per músiques, i que va estrenar obres de compositors nord-americans relativament novells en aquells temps, com Paul Creston, Samuel Barber i David Diamond, ara molt reconeguts i interpretats. També va editar i publicar l'innovador butlletí informatiu, Women in Music, que destacava les activitats de les dones que es van dedicar professionalment a la música a través dels temps.
A més a més, va fundar diverses sèries de concert a Manhattan, incloent el West Side Orchestral Concerts, la Student Symphony Society of New York, i els concerts al parc Carl Schurz.